# Immeubles aux 6-8, avenue du Maréchal-Joffre à Mulhouse
Les immeubles aux 6-8, avenue du Maréchal-Joffre forment un monument historique situé à Mulhouse, dans le département français du Haut-Rhin.

## Localisation
Ces bâtiments sont situés aux 6, 8, avenue du Maréchal-Joffre et rue de la Bourse à Mulhouse.

## Historique
L'édifice fait l'objet d'une inscription au titre des monuments historiques depuis 1986.